# Алярмагтын (приток Кывэквына)
Алярмагты́н — река в России, на севере Дальнего Востока, протекает по территории Иультинского района Чукотского автономного округа. Длина — 37 км.
Название в переводе с чукот. — «летний переход», означает место перегона оленей на летние пастбища.
Берёт начало в среднем течении реки Кувет, впадает в Кывэквын, являясь её левым притоком.
Вдоль всего русла реки проходит трасса автозимника Полярный — Кувет, близ устья расположена дорожная база Туманная.

## Притоки
Объекты перечислены по порядку от устья к истоку.
- 7 км: Тыльвыкеньев
- 16 км: Базовый
- 16 км: Стремительная
- 20 км: Талый
- 24 км: Моховой
- 27 км: Туманный